# Хацусе Рьо
Хацусе Рьо (яп. 初瀬 亮; нар. 10 липня 1997) — японський футболіст, що грав на позиції захисника.

## Клубна кар'єра
Протягом 2016–2018 років грав за команду «Ґамба Осака». З 2019 року захищає кольори «Віссел Кобе».

## Кар'єра в збірній
З 2017 року залучався до складу молодіжної збірної Японії, з якою брав участь у молодіжних чемпіонатах світу 2017.

## Титули і досягнення
- Чемпіон Японії (1):

«Віссел Кобе»: 2023
- Володар Кубка Імператора (1):

«Гамба Осака»: 2015
- Володар Суперкубка Японії (2):

«Гамба Осака»: 2015
«Віссел Кобе»: 2020
Збірні
- Переможець Юнацького (U-19) кубка Азії: 2016
- Срібний призер Азійських ігор: 2018